# Maghreb Beker der Bekerwinnaars
De Maghreb Beker der Bekerwinnaars was een voetbaltoernooi in Noord-Afrika, waaraan de bekerwinnaars van de Maghreb (Algerije, Marokko, Libië en Tunesië) aan deelnamen. De Libische bekerwinnaar nam enkel in het eerste jaar deel. De competitie werd van 1970 tot 1976 gespeeld.

## Winnaars
| 1970 | Casablanca | RS Settat         | 1 – 0                   | USM Alger         | Club Africain             | 1 – 1 ( – ) penalties     | Al-Hilal SC               |
| 1971 | Tunis      | Club Africain     | 2 – 0                   | AS Marsa          | Wydad AC Casablanca       | 3 – 1                     | USM Alger                 |
| 1972 | Algiers    | MC Alger          | 1 – 0                   | Club Africain     | FAR Rabat                 | 4 – 2                     | ES Tunis                  |
| 1973 | Casablanca | Chabab Mohammedia | 1 – 0                   | Club Africain     | MC Alger                  | 3 – 0                     | Hamra Annaba              |
| 1974 | Tunis      | MC Alger          | 1 – 1 (4 – 2) penalties | FUS Rabat         | AS Marsa                  | 1 – 1 ( – ) penalties     | Chabab Mohammedia         |
| 1975 | Casablanca | Etoile du Sahel   | 0 – 0 (4 – 3) penalties | Chabab Mohammedia | MC Alger / MO Constantine | MC Alger / MO Constantine | MC Alger / MO Constantine |